# Karl Ludwig Gerok
Karl Ludwig Gerok (Obersontheim (Baden-Württemberg), 27 de gener, 1906 - Murrhardt (Baden-Württemberg), 28 de juny, 1975) va ser un organista i compositor alemany.

## Biografia
Karl Ludwig Gerok va estudiar primer a la Universitat de Música de Stuttgart amb l'organista del monestir Arnold Strebel i després amb Karl Straube a Leipzig.
Des de 1930 va ser organista de la catedral de Halberstadt. Des de 1948 Gerok va ser organista a l'església de Sant Marc a Stuttgart i de 1958 a 1969 organista a la col·legiata de Stuttgart. El posterior director de cor i compositor Edgar Rabsch (1928–1990) i Helmuth Rilling van ser entre els seus estudiants allà.
Durant aquest temps també va ser un col·laborador clau al Llibre coral de Württemberg des de 1953. Des de 1946 va treballar com a professor d'orgue a l'escola de música de l'església d'Esslingen am Neckar i més tard a la Universitat de Música de Stuttgart. Va ser l'autor de l'obra estàndard Course in Organ Improvisation.
Karl Gerok va morir el 28 de juny de 1975 i va ser enterrat al Walterichsfriedhof de Murrhardt.

## Obra
Composicions

- Preludis corals. A: Karl Gerok (ed.): Romanticisme d'òrgans suabi. Metzlersche Verlagsbuchhandlung, Stuttgart 1969.
- Ulrich Stierle (ed.): Karl Gerok: Petits corals d'orgue. Carus-Verlag, Leinfelden-Echterdingen 2002.

Llibres de text

- Curs d'improvisació d'orgue. Ed.: Martin Rößler. Hänssler-Verlag, Neuhausen-Stuttgart 1976. (Curs de interpretació d'orgue litúrgic en diverses formes, basat en melodies de l'Himnar de l'Església Evangèlica, edició de 1953.)